# کریستوفر ویلیامز (دوچرخه‌سوار)
کریستوفر ویلیامز (انگلیسی: Christopher Williams؛ زادهٔ ۱۰ نوامبر ۱۹۸۱) دوچرخه‌سوار اهل استرالیا است.
از باشگاه‌هایی که در آن بازی کرده‌است می‌توان به تیم دوچرخه‌سواری نووو نوردیسک اشاره کرد.